# Rainer Werner Fassbinder
Rainer Werner Fassbinder (Bad Wörishofen, 31 de mayo de 1945-Múnich, 10 de junio de 1982) fue un director de cine, teatro y televisión, actor, productor y escritor alemán. Fue un importante representante del Nuevo cine alemán. Llegó a encargarse también de la fotografía y, sobre todo, del montaje de muchas de sus obras.
El tema principal de Fassbinder fue la explotabilidad de las emociones. Sus películas trataban sobre el pasado nazi, el milagro económico alemán o la fracción del Ejército Rojo. Otros temas destacados en sus películas incluyen el amor, la amistad, la identidad y, en general, la agonía de las relaciones interpersonales.

## Trayectoria

### Inicios

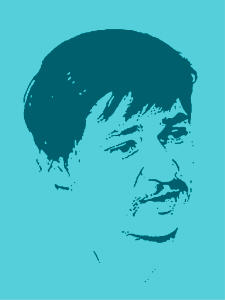
Fassbinder

Era hijo de un médico militar y de una traductora, que se separaron cuando tenía seis años. Se quedó con la madre, Liselotte Eder (que colaboraría en algunas películas), y vivió protegido a veces por su abuela. Normalmente en sus filmes no aparece la figura paterna, y muchos de los argumentos son trasposiciones de sucesos y afectos personales (incluyendo a sus actores).
Su trayectoria artística se inicia en el ámbito del teatro: entre 1967 y 1976, Fassbinder escribe, adapta o dirige más de 30 obras con la ayuda de colaboradores suyos. Entre sus obras teatrales más importantes figuran Gotas de agua que caen sobre piedras ardientes (Tropfen auf heisse Steine, obra original de Fassbinder llevada al teatro en 1985 por Klaus Weisse para el Festival de Teatro de Múnich), La aldea en llamas (Das brennende Dorf, original de Lope de Vega, adaptada por Fassbinder y dirigida por Peer Raben), Las amargas lágrimas de Petra von Kant (Die bitteren tränen der Petra von Kant, obra original de Fassbinder y dirigida por Peer Raben, que Fasbinder llevaría al cine en 1972) y El tío Vania (Onkel Wanja, original de Anton Chéjov, adaptada y dirigida por Fassbinder en Frankfurt).
Empezó su carrera cinematográfica en 1969 con dos películas. El amor es más frío que la muerte fue presentada en el Festival de Berlín. Katzelmacher, que obtuvo el premio de la crítica internacional, se basaba en una pieza teatral del propio Fassbinder, que había representado en el Antitheater de Múnich, un teatro de vanguardia dirigido por él; la película era vitalista, de estilo indirecto y muy expresivo, sin afán por ser coherente.
Pero la influencia del melodrama estadounidense en Fassbinder irrumpe pronto, a partir de 1971, cuando vio una serie de películas de Douglas Sirk en una retrospectiva, y decidió ir a conocerlo personalmente a su casa de Lugano (Suiza). Las películas de Sirk, y las charlas con él, le hicieron buscar un cine más popular, a salir a buscar al público, dejando atrás su primera etapa más artística (influenciada por la Nouvelle Vague, a la que reconoce en los genéricos de su primera película). Su propósito desde ese momento fue crear unas películas «como las de Hollywood, pero sin la hipocresía». Con el modelo de Douglas Sirk en mente y aplicando los preceptos del dramaturgo Bertolt Brecht, Fassbinder buscó la manera de comunicarse con la audiencia sin trucos sentimentalistas, rechazando la empatía natural del espectador, y presentando las historias de la manera más fría, intelectualizada y distanciada.
Esta intención dio lugar a un estilo de filmar atrevido y moderno (tan moderno como el de sus primeras películas, pero con otra actitud). La presencia de la cámara se hace casi visible al espectador, por los ángulos, los movimientos y los planos que hace, consiguiendo así una anti-naturalidad que pretende distanciar al espectador y obligarle a juzgar las historias sin manipulaciones sentimentales. Su primer «melodrama distanciado» fue Las amargas lágrimas de Petra von Kant (1972), que fue su primer éxito internacional.

### Retrato de Alemania
La prolífica carrera cinematográfica de Fassbinder (más de 40 películas en menos de 15 años) le permitió hacer un repaso exhaustivo de Alemania: su historia, su sociedad, su cultura, su geografía, y el malestar del tiempo en el que él vivió, por la violencia de relaciones con la que convivió. Fassbinder filmó por todo el país, situando sus historias en Baviera, Baden, Fráncfort, Coburgo y Berlín.

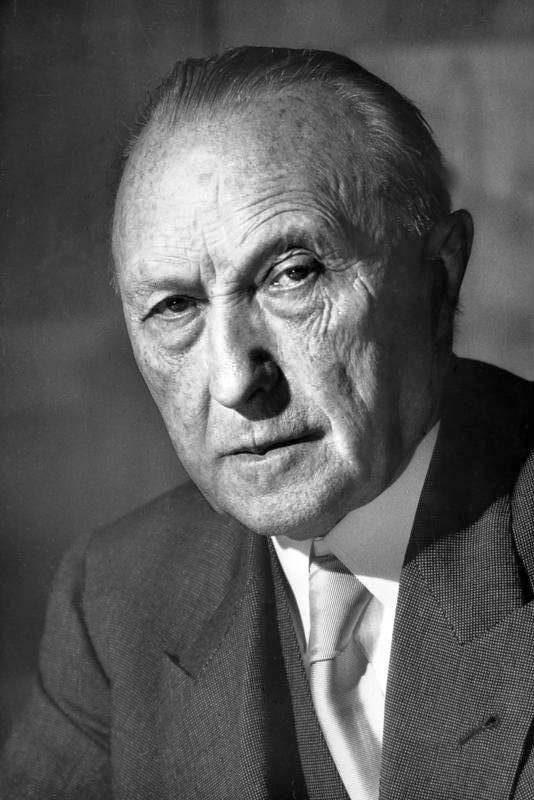
Konrad Adenauer, canciller alemán entre 1949 y 1963

Fassbinder retrató todas las clases sociales: la burguesía en Ruleta china, los comerciantes en El mercader de las cuatro estaciones, el proletariado sobre todo en Viaje a la felicidad de Mamá Küsters, el lumpen en El amor es más frío que la muerte, la patronal en La tercera generación, los intelectuales en El asado de Satán, los periodistas en La ansiedad de Veronika Voss, los artistas en Lili Marlene, los inmigrantes en Katzelmacher. De ahí que haya sido llamado el Balzac del cine alemán.
Llevó al cine obras capitales de la literatura alemana, como Effi Brest (1894) de Theodor Fontane (quizás el más importante escritor alemán del siglo XIX, cuya novela se considera la Madame Bovary alemana), o Berlin Alexanderplatz (1929) de Alfred Döblin (que retrata la crisis social y moral de la Alemania prenazi), así como una dramatización de una revuelta de campesinos del siglo XV (Viaje a Niklashauser).
Realizó una trilogía sobre la República Federal de Alemania de la posguerra, la «era Adenauer»: Lola, El matrimonio de Maria Braun y La ansiedad de Veronika Voss. También retrató el nacimiento del nazismo en Desesperación, así como su auge y caída en Lili Marleen.
Además, retrató los asuntos sociales de más actualidad en su época, como a los revolucionarios de la Rote Armee Fraktion (RAF), en su película La tercera generación, o la xenofobia en Katzelmacher y Todos nos llamamos Alí. También participó en el filme colectivo Alemania en Otoño junto con otros directores de izquierdas, para dar su punto de vista sobre los acontecimientos de 1977 relacionados con la RAF.

### Un estilo propio
El estilo de Fassbinder es muy variado (clásico, barroco, realista, alegórico, expresionista, distante, moderno), no solo considerando el conjunto de su filmografía sino también cada película en particular. A menudo se habla de Fassbinder como un gran director de escena, ya que cada plano estaba minuciosamente diseñado para provocar un fuerte impacto estético en la pantalla, ya fuera por su sobriedad o por sus retorcidas virguerías técnicas. En sus primeras películas abundan los planos lentos, muchas veces estáticos, e incluso repetitivos: así lo ilustra, por ejemplo, Katzelmacher (1969) si se compara con Martha (1973).
Su estrecha colaboración con el cámara Michael Ballhaus le permitió llevar a cabo todo tipo de audaces giros, consiguiendo en alguna película verdaderos atrevimientos técnicos, como en Ruleta china (1976). Ambos ensayaron por primera vez, en Martha (1973), el giro completo de 360 grados, que se ha convertido en el sello personal de Ballhaus en su posterior carrera en Hollywood a las órdenes de directores como Martin Scorsese, Francis Ford Coppola o Paul Newman, entre otros.

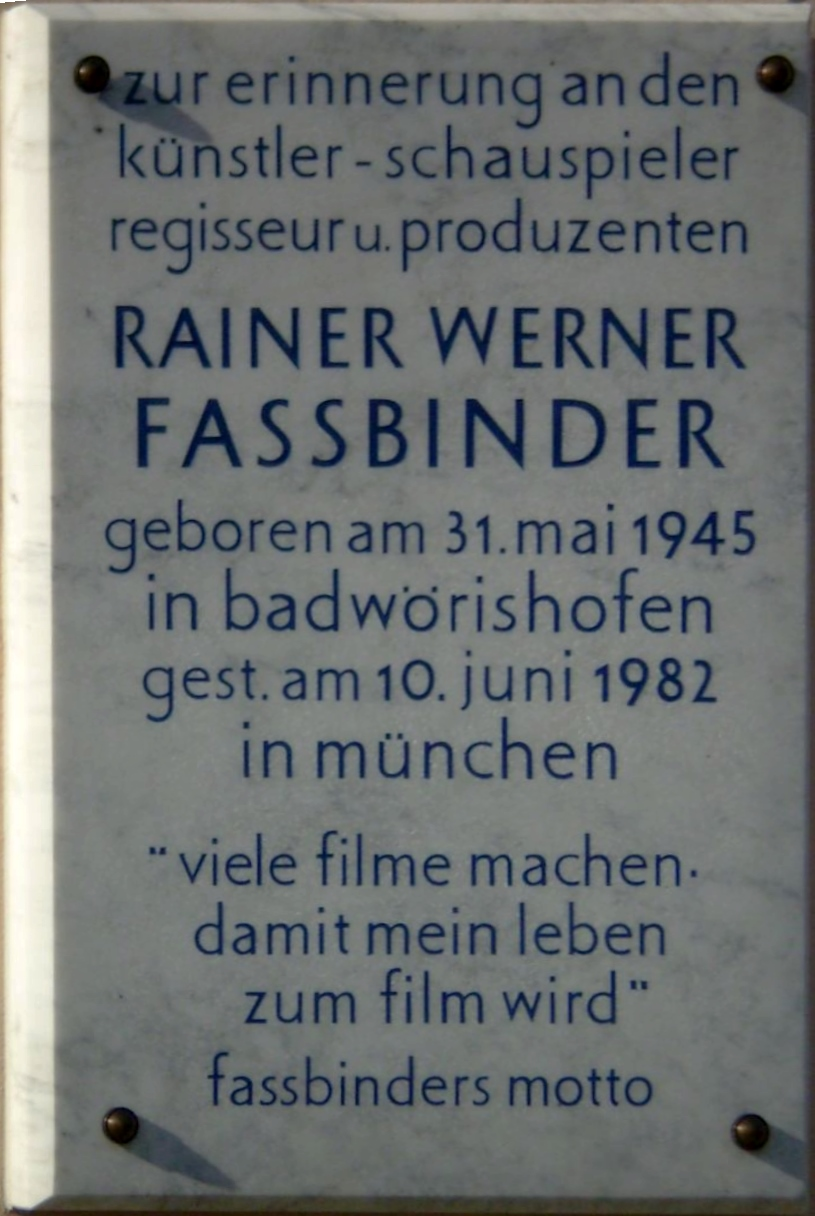
Placa en la „Filmhaus“ de Bad Wörishofen.

Pero el atrevimiento estético y técnico nunca fueron meros ejercicios de estilo. Siempre estuvieron detrás de un programa estético y ético que Fassbinder heredó de los maestros del melodrama de Hollywood, como Raoul Walsh, de quien tomaba su apellido siempre como pseudónimo (Franz Walsh), o Douglas Sirk, al que conoció personalmente, lo que cambió su manera de hacer cine, y con el que colaboró como actor en su última película, el cortometraje Bourbon Street Blues (1978).
Al marcharse Michael Ballhaus a Hollywood, Fassbinder trabajó con Xaver Scharzemberger, con quien rodó películas tan importantes como La ansiedad de Veronika Voss, Lola o la mítica adaptación televisiva de Berlin Alexanderplatz, la novela de Alfred Döblin.
En sus últimas películas su estilo se complicó aún más, dando sus obras más difíciles y distanciadas del espectador, como La tercera generación, Un año con 13 lunas (ambas filmadas por él mismo) o Querelle, aparecida póstumamente. 
Fassbinder murió a los 37 años, tras un fallo cardíaco, al parecer resultado de la interacción entre somníferos y cocaína.

## Temas

### Más allá del cine de mujeres

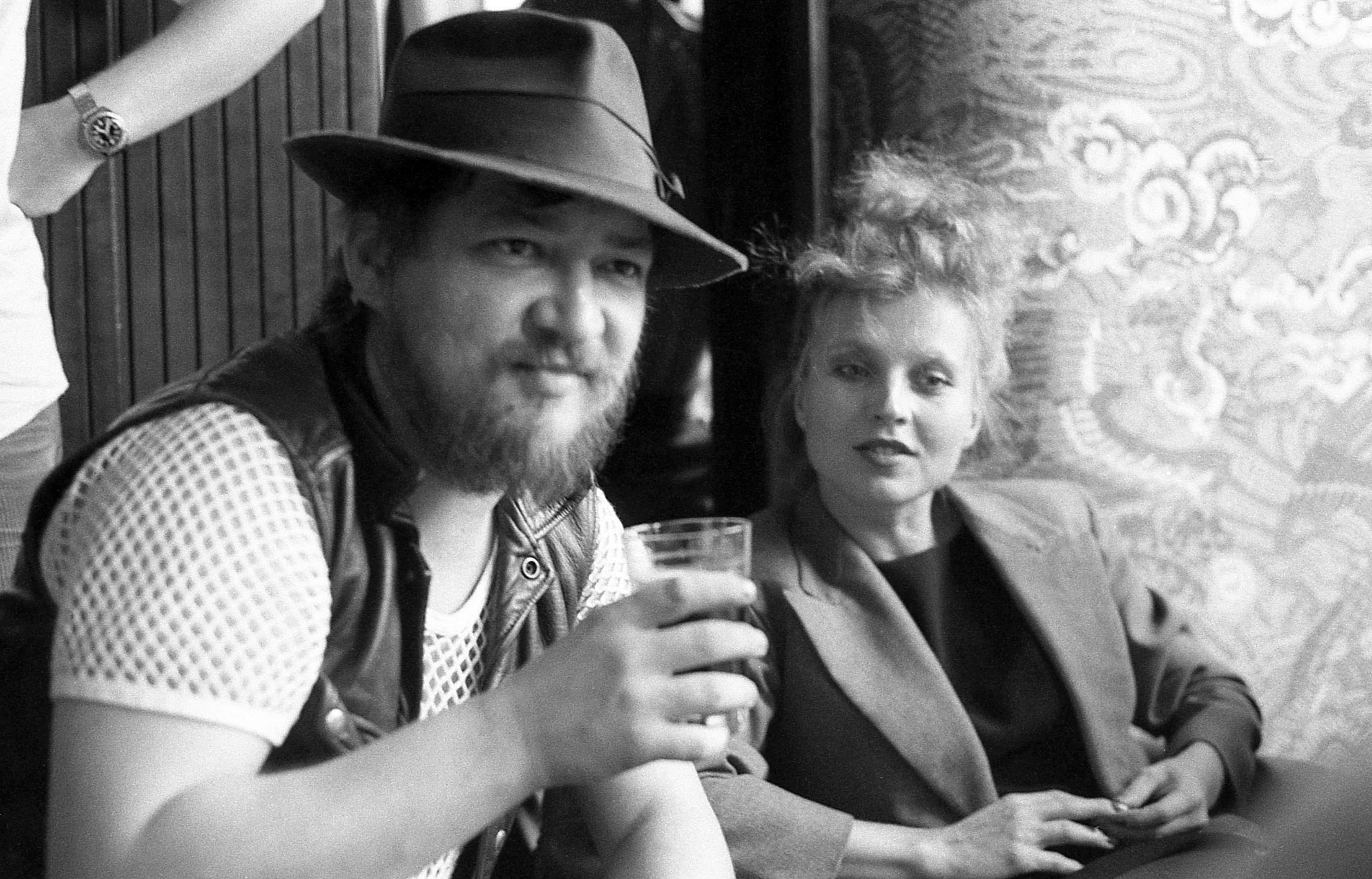
Fassbinder y Hanna Schygulla, en la Mostra de Venecia de 1980.

La soledad, el miedo, la desesperación, la angustia, la búsqueda de la propia identidad y la aniquilación del individuo por los convencionalismos, el amor no correspondido, la felicidad soñada y el deseo tortuoso, la explotación de los sentimientos y su comparación a una mera transacción comercial, las pasiones íntimas como forma de retratar una época (la de la Alemania de los años 1970, que aún arrastra las consecuencias de la posguerra, «de la democracia que recibió como regalo») y dar testimonio de sus grietas económicas, políticas, morales y sexuales:  esos son los grandes temas del cine de Fassbinder, en el que casi siempre tendrá un protagonismo esencial la mujer, figura que le servirá de excusa para poner de manifiesto los mecanismos opresivos que se dan en la relación de pareja, para plantear diversas fórmulas de emancipación femenina, y para representar a la mismísima nación alemana en sus filmes sobre la «era Adenauer» a través de tres heroínas «que pugnan por sobrevivir a los estragos del pasado»:[cita requerida] Maria Braun (interpretada por Hanna Schygulla en El matrimonio de Maria Braun), Lola (interpretada por Barbara Sukowa en Lola) y Veronika Voss (interpretada por Rosel Zech en La ansiedad de Veronika Voss).
En su filmografía, llena de personajes femeninos inolvidables, hay que destacar algunas actrices con las que trabajó intensamente, como Hanna Schygulla, Margit Carstensen, Ingrid Caven o Irm Hermann, con algunas de las cuales tuvo relaciones amorosas. Todas ellas de su misma generación, formaron parte de su equipo desde el principio, pero también trabajó con actrices mayores, como Brigitte Mira, una actriz y cantante mayor que él reivindicó dándole papeles protagonistas en Todos nos llamamos Alí (1973) y Viaje a la felicidad de Mamá Küsters (1975).

### Cine gay
Aunque Fassbinder, que estuvo casado dos veces y tuvo relaciones con personas de ambos sexos (con cuatro hombres, muy tormentosas), nunca trató de hacer un «cine gay» en el que se tratara lo gay como una problemática, en casi todas sus películas aparecen personajes homosexuales y, como él mismo dijo, «siempre puede notarse una sensibilidad gay en todas mis películas», propia de su personalidad. Además, algunas películas suyas tienen como protagonista un personaje homosexual, como Las amargas lágrimas de Petra von Kant, La ley del más fuerte o Querelle (basada en la novela Querelle de Brest publicada por el autor francés Jean Genet en 1947).

### El doble (Doppelgänger)
Un motivo que se repite constantemente a lo largo de su filmografía es el tema del desdoblamiento de la personalidad. Sus películas están llenas de espejos, de personajes que sufren crisis de identidad, de confusiones y trampas. El propio Fassbinder creía que para ser un artista debía doblarse a sí mismo, vivir dos vidas en una, y quizá eso explica su increíble productividad.
Dos novelas no alemanas que adaptó para el cine tratan ese tema:
- En Desesperación, de Vladimir Nabokov, el protagonista cree que ha encontrado la solución a su crisis existencial al conocer a su doble, y planea sustituirlo para ser esa otra persona y romper de una vez con su existencia.
- En Querelle de Brest, de Jean Genet, los dos hermanos que se reencuentran provocan la confusión en los demás e incluso la suya propia.

### Presencia de la música

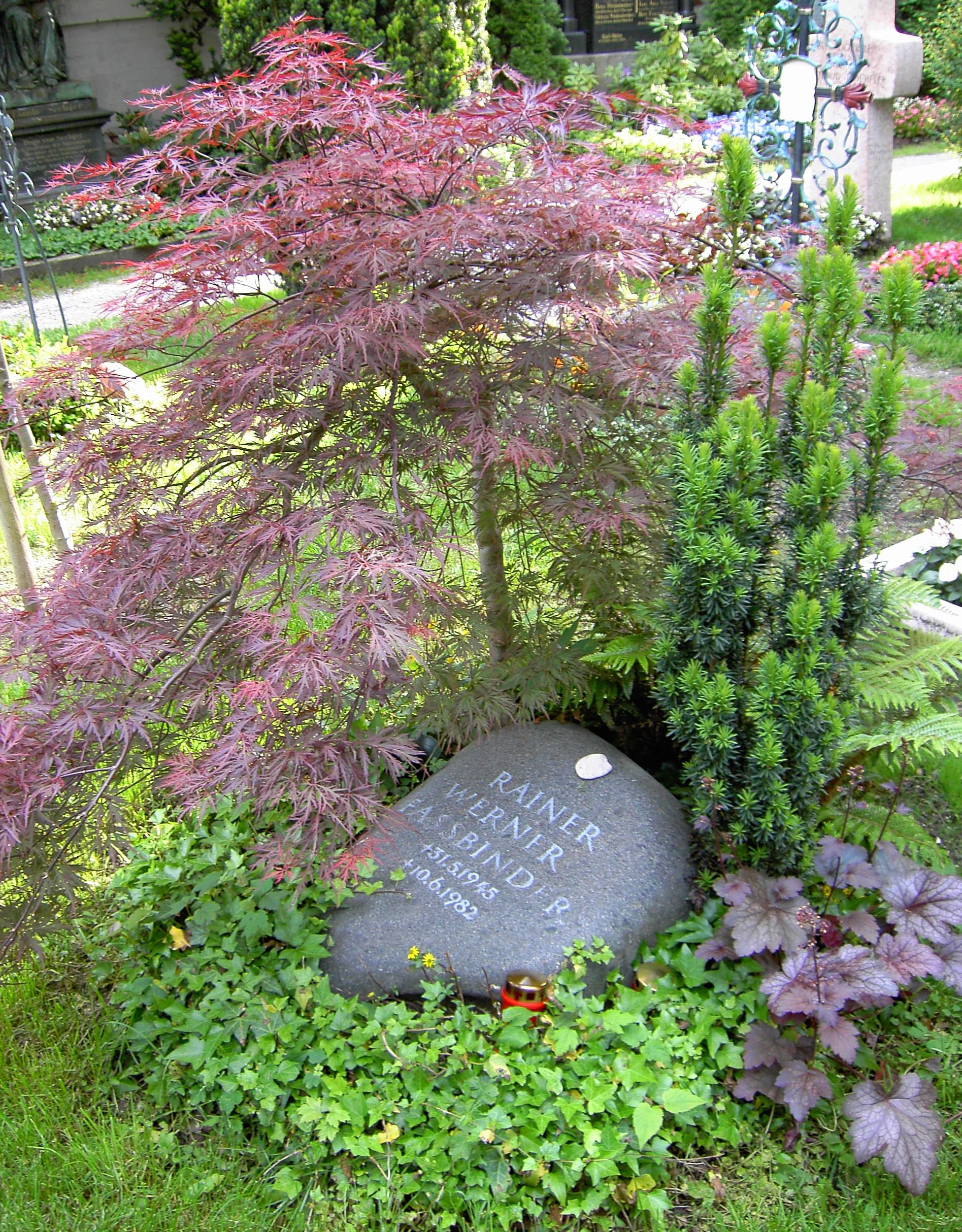
Tumba de Fassbinder en el cementerio de Bogenhausen, San Jorge, Múnich (imagen del 2008).

El particular tratamiento del sonido en sus películas ayudó a Fassbinder a conseguir su deseado «distanciamiento dramático». Jugaba con el doblaje (a veces haciendo que los actores no se doblaran a sí mismos, sino a otro personaje de la historia), con la banda sonora (modificando la relación real de los ruidos respecto al espacio o el tiempo) y con la música que incluía en sus filmes.[cita requerida]
Aunque contó siempre con la colaboración del músico Peer Raben, con el que compuso como letrista varias canciones que grabarían Hanna Schygulla o Ingrid Caven, también elegía con mucho cuidado para sus películas temas musicales ajenos, desde música clásica a canciones pop, ya que era un gran aficionado.[cita requerida]
En algunas películas se pueden oír canciones de Leonard Cohen, Kraftwerk o The Walker Brothers, normalmente porque el personaje decide escuchar esa música. Ejemplos son cuando el personaje interpretado por Margit Carstensen en Miedo al miedo escucha «Bird on the Wire», de Leonard Cohen, para calmar su fragilidad mental, o se pone una y otra vez «In My Room», de los Walker Brothers. En Las amargas lágrimas de Petra von Kant, se escuchan «Smoke Gets in Your Eyes» y «The Great Pretender», de The Platters. En la Ruleta china, la niña y su niñera escuchan y bailan «Radio-Aktivität», de Kraftwerk. Finalmente, en Un año de 13 lunas la protagonista llora en un salón de juegos recreativos en el que se mezclan el sonido de los juegos y «A Song for Europe», de Roxy Music.[cita requerida]

## Principales obras

### Cine y televisión
- 1966 - El vagabundo (Der Stadtstreicher) (Cortometraje)
- 1967 - El pequeño caos (Das kleine Chaos) (Cortometraje)
- 1969 - El amor es más frío que la muerte (Liebe ist kälter als der Tod)
- 1969 - Los dioses de la peste (Götter der Pest)
- 1969 - Katzelmacher
- 1969 - ¿Por qué le da el ataque de locura al señor R.? (Warum läuft Herr R. Amok?)
- 1970 - Rio das Mortes (TV)
- 1970 - El café (Das Kaffeehaus) (TV)
- 1970 - Whity
- 1970 - El viaje a Niklashausen (Die Niklashauser Fart) (TV)
- 1970 - El soldado americano (Der amerikanische Soldat)
- 1970 - Atención a esa prostituta tan querida (Warnung vor einer heiligen Nutte)
- 1970 - Pioneros en Ingolstadt (Pioniere in Ingolstadt) (TV)
- 1971 - El mercader de las cuatro estaciones (Der Händler der vier Jahreszeiten)
- 1972 - Las amargas lágrimas de Petra von Kant (Die bitteren Tränen der Petra von Kant)
- 1972 - Juego salvaje (Wildwechsel) (TV)
- 1972 - Ocho horas no hacen un día (Acht Stunden sind kein Tag) (TV)
- 1972 - Libertad en Bremen (Bremer Freiheit) (TV)
- 1973 - El mundo conectado / El mundo en el alambre (Welt am Draht) (TV)
- 1973 - Nora Helmer (TV)
- 1973 - Martha (TV)
- 1973 - Todos nos llamamos Alí (Angst essen Seele auf)
- 1974 - Fontane Effi Briest (Basada en la novela de Theodor Fontane)
- 1974 - La ley del más fuerte (Faustrecht der Freiheit)
- 1974 - Como un pájaro en el alambre (Wie ein Vogel auf dem Draht) (TV)
- 1975 - Viaje a la felicidad de Mamá Küsters (Mutter Küsters Fahrt zum Himmel)
- 1975 - Miedo al miedo (Angst vor der Angst) (TV)
- 1975 - Solo quiero que me ames (Ich will doch nur, dass Ihr mich liebt) (TV)
- 1975 - El asado de Satán (Satansbraten)
- 1976 - Ruleta china (Chinesisches Roulette)
- 1976 - Bolwieser / La esposa del ferroviario (Bolwieser) (TV) (Basada en la novela de Oskar Maria Graf)
- 1977 - Mujeres en Nueva York (Frauen in New York) (TV)
- 1977 - Desesperación (Despair, Eine Reise ins Licht) (Basada en un libro de Vladimir Nabokov)
- 1977 - Alemania en Otoño (Deutschland im Herbst) (Episodio)
- 1978 - El matrimonio de María Braun (Die Ehe der Maria Braun)
- 1978 - En un año con trece lunas (In einem Jahr mit 13 Monden)
- 1978 - La tercera generación (Die Dritte Generation)
- 1979 - Berlin Alexanderplatz (TV) (Basada en la novela de Alfred Döblin)
- 1980 - Lili Marleen
- 1981 - Lola
- 1981 - Teatro en trance (Theater in trance) (Documental)
- 1981 - La ansiedad de Veronika Voss (Die Sehnsucht der Veronika Voss) (Oso de Oro en el Festival Internacional de Cine de Berlín)
- 1982 - Querelle (Basada en la novela de Jean Genet)

### Teatro
- 1965 - Gotas de agua que caen sobre piedras ardientes (Tropfen auf heisse Steine)
- 1966 - Nur eine Scheibe Brot
- 1967 - Leoncio y Lena (Leonce und Lena) (de Georg Büchner)
- 1967 - Los criminales (Die Verbrecher) (de Ferdinand Brückner)
- 1968 - Ingolstadt, por ejemplo (Zum Beispiel, Ingolstadt) (de Marieluise Freisser)
- 1968 - Axel Caesar Haarmann
- 1968 - Katzelmacher
- 1968 - Chung
- 1968 - De cómo el señor Mockinpott logró liberarse de sus padecimientos (Mockinpott) (de Peter Weiss)
- 1968 - Orgía Ubú (Orgie Ubu) (de Alfred Jarry)
- 1968 - Ifigenia en Táuride (Iphigenie auf Tauris) (de J.W.Goethe)
- 1968 - Ajax (de Sófocles)
- 1968 - El soldado estadounidense (Der amerikanische Soldat)
- 1968 - La ópera del mendigo (Die Bettleroper) (de John Gay)
- 1969 - Preparadise Sorry Now
- 1969 - Anarquía en Baviera (Anarchie in Bayern)
- 1969 - Gewidmet Rosa von Praunheim
- 1969 - El café (Das Kaffeehaus) (de Carlo Goldoni)
- 1969 - Hombre lobo (Werwolf) (de Harry Baer y R.W.Fassbinder)
- 1970 - La aldea en llamas (Das brennende Dorf) (de Lope de Vega)
- 1971 - Pioneros en Ingolstadt (Pioniere in Ingolstadt) (de Marieluise Fleisser)
- 1971 - Sangre en el cuello del gato (Blut am Hals der Katze)
- 1971 - Las amargas lágrimas de Petra von Kant (Die bitteren Tränen der Petra von Kant)
- 1971 - Libertad en Bremen (Bremer Freiheit)
- 1972 - Liliom (de Ferenc Molnár)
- 1973 - Bibi (de Heinrich Mann)
- 1973 - Hedda Gabler (de Henrik Ibsen)
- 1974 - Los tontos mueren (Die Unvernünftigen sterben aus) (de Peter Handke)
- 1974 - Germinal (de Emile Zola)
- 1974 - Señorita Julia (Fraulein Julie) (de August Strindberg)
- 1974 - El tío Vania (Onkel Wanja) (de Anton Chejov)
- 1975 - La basura, la ciudad y la muerte (Der Müll, die Stadt und der Tod) (Obra de teatro muy conflictiva, pues se atisbó cierto antisemitismo, que él negó.[9])
- 1976 - Mujeres en Nueva York (Frauen in New York) (de Clare Booth)

## Premios y distinciones
Festival Internacional de Cine de Berlín
| Año  | Categoría    | Película                     | Resultado |
| ---- | ------------ | ---------------------------- | --------- |
| 1979 | Oso de Plata | El matrimonio de Maria Braun | Ganador   |
| 1982 | Oso de Oro   | La ansiedad de Veronika Voss | Ganador   |

Festival Internacional de Cine de Venecia
| Año  | Categoría                      | Película              | Resultado |
| ---- | ------------------------------ | --------------------- | --------- |
| 1980 | Premio OCIC - Mención especial | Berlin Alexanderplatz | Ganador   |

## Sobre Fassbinder

### Libros
- Pérez Estremera, Yann (1970). ¿Un nuevo cine alemán?. Tusquets.
- Martínez Torres, Augusto (1983). R.W. Fassbinder. JC.
- Baer, Harry (1986). Ya dormiré cuando esté muerto. Vida febril de Rainer W. Fassbinder. Seix-Barral.
- Lardeau, Yann (2002). Rainer Werner Fassbinder. Cátedra. ISBN 84-376-1977-7.
- ANGELCOS, Gregorio. El cine negro de Fassbinder. Santiago de Chile, 1993. Edit. Mago.

### Artículos
- Muhm, Myriam (13 de septiembre de 1980). «Credo in un solo individuo perennemente incerto e protagonista della Storia (Entrevista con Fassbinder sobre Berlin Alexanderplatz». La Repubblica (Roma). Consultado el 29 de abril de 2018.
- Muhm, Myriam (16 de junio de 1982). «Con lui scompare la coscienza “sporca” della nuova Germania». La Repubblica (Roma).
- Muhm, Myriam (20 de octubre de 1983). «Perché solo ora parlano male di Rainer Werner?». La Repubblica (Roma).

### Documentales
- No sólo quiero que me queráis (Ich will nicht nur, dass ihr mich liebt, 1992), documental sobre Fassbinder dirigido por Hans Günther Pflaum.